# Csónakbogárfélék
A csónakbogárfélék (Hydroscaphidae) a rovarok (Insecta) osztályában a bogarak (Coleoptera) rendjébe, azon belül a Myxophaga alrendjébe tartozó család.  Ez a kis méretű vízi bogarakból álló csoport világszerte elterjedt, bár fajai jellemzően ritkák, és elsősorban trópusi és szubtrópusi élőhelyeken fordulnak elő. Tagjai apró termetűek, testhosszuk általában 1–2 milliméter között mozog. Életmódjukat tekintve a csónakbogárfélék különféle nedves, vizes környezetekhez alkalmazkodtak, gyakran találhatók például algákkal borított kövek és patakparti növényzet közelében. Evolúciós szempontból jelentős csoportnak számítanak, mivel a Myxophaga alrend képviselői közöttük őrzik a primitív bogarak néhány ősi tulajdonságát. A családot a taxonómiai kutatások során még viszonylag keveset tanulmányozták, így biológiájuk és ökológiai szerepük számos kérdést tartogat a kutatók számára.

## Elterjedésük
A család tagjai a Föld számos pontján megtalálhatók, elsősorban a trópusi, mediterrán régiókban. Élőhelyeik főként vízhez kötöttek, gyakran fordulnak elő patakok mentén, nedves sziklákon, valamint algával borított felszíneken. Ezek a bogarak a melegebb éghajlatot kedvelik, így természetes élőhelyükön gyakran stabil vízi ökoszisztémákhoz kapcsolódnak. Magyarországon azonban a családnak nem él képviselője, mivel a mérsékelt égövi viszonyok nem kedveznek számukra. Az európai előfordulásuk is elsősorban a déli, mediterrán térségre korlátozódik. Az emberi tevékenység okozta környezeti változások és az élőhelyek zsugorodása kihívást jelenthet egyes populációik fennmaradására.

## Megjelenésük, felépítésük
A csónakbogárfélék apró termetű bogarak, testhosszuk általában 1–2 milliméter között mozog. Testük hengeres vagy enyhén lapított, aerodinamikus formájú, amely alkalmazkodást mutat a vízi életmódhoz. Külső kitinpáncéljuk sima vagy enyhén recézett, színeik általában barna vagy fekete árnyalatokban jelennek meg, ami segíti őket a rejtőzködésben vizes élőhelyeiken.
A család tagjaira jellemző a viszonylag nagy fej, amelyen egyszerű összetett szemek találhatók. Csápjaik rövidek, bunkós végződésűek, és érzékszervi funkciójukban jelentősek. Szájszerveik rágó típusúak, mivel főként algákkal és más szerves törmelékkel táplálkoznak.
Elülső szárnyuk (fedőszárny, elytron) rövid, nem fedi teljesen a potrohukat, így a potroh vége szabadon marad. Ez a sajátosság szintén alkalmazkodást tükröz a vízi élethez, mivel lehetővé teszi a potrohvég vízi mozgás közbeni szabadabb működését. A csónakbogárfélék lábai erőteljesek, rövidek, és gyakran apró karmokkal végződnek, amelyek segítik őket a sima, algával borított felszíneken való kapaszkodásban.
A potrohuk több szelvényre tagolt, amely alatt gyakran légzőszervi struktúrák találhatók. Ezek az apró bogarak olyan mikroszkopikus jellemzőket is mutatnak, amelyek a Myxophaga alrend primitív vonásainak megőrzésére utalnak, például az ivarszervek egyszerűbb felépítését. Az ilyen evolúciós sajátosságok különösen érdekessé teszik őket a bogarak közötti tanulmányozás szempontjából.

## Életmódjuk, élőhelyük
Vízi életmódot élő fajok tartoznak a családba. Gyors folyású patakoktól állóvizekig, pocsolyákig sokféle élőhelyen megtalálhatók. Egyes fajaik meleg vizekben élnek, ezek képesek elviselni a 45 °C-os vízhőmérsékletet is. A kifejlett példányok szárnyfedőik alatt tárolják a légzéshez szükséges levegőt, a lárvák teljesen a vízi életmódhoz alkalmazkodva kopoltyúkkal lélegeznek.
Táplálkozásukat tekintve növényevők, vízi algákat fogyasztanak.

## Nemek és fajok
- Hydroscapha LeConte, 1874
  - Hydroscapha coomani Löbl, 1994
  - Hydroscapha crotchi Sharp, 1874
  - Hydroscapha granulum (Motschulsky, 1855)
  - Hydroscapha gyrinoides Aube, ?
  - Hydroscapha hunanensis ?
  - Hydroscapha jaechi Löbl, 1994
  - Hydroscapha jumaloni Sato, 1972
  - Hydroscapha mauretanica Peyerimhoff, 1922
  - Hydroscapha monticola Löbl, 1994:24
  - Hydroscapha natans LeConte, 1874
  - Hydroscapha nepalensis Löbl, 1994
  - Hydroscapha reichardti Löbl, 1994
  - Hydroscapha saboureaui Paulian, 1949
  - Hydroscapha satoi Löbl, 1994
  - Hydroscapha sharpi Reitter, 1887
  - Hydroscapha substrigosa Champion, 1920
  - Hydroscapha takahashii Miwa, 1934
  - Hydroscapha turbinata Champion, 1925
- Scaphydra Reichardt, 1973
  - Scaphydra angra (Reichardt, 1971)
  - Scaphydra hintoni (Reichardt, 1971)
  - Scaphydra pygmaea (Reichardt, 1971)
- Yara Reichardt & Hinton, 1976
  - Yara dybasi Reichardt & Hinton, 1976
  - Yara vanini Reichardt & Hinton, 1976

## Fordítás
- Ez a szócikk részben vagy egészben  a   Hydroscaphidae című norvég Wikipédia-szócikk fordításán alapul.  Az eredeti cikk szerkesztőit annak laptörténete sorolja fel. Ez a jelzés csupán a megfogalmazás eredetét és a szerzői jogokat jelzi, nem szolgál a cikkben szereplő információk forrásmegjelöléseként.